# Benzitek
A benzitek  vagy benzenitek humanoid faj a Star Trek-univerzumban, a Benzár bolygó lakói.
Hatalmas földalatti épületekben laknak. Az azonos épületben lakó benzitek annyira hasonlítanak egymásra, hogy még saját maguk sem tudják megkülönböztetni egymást. A benziteknek légzőkészüléket kell használniuk normál oxigén-nitrogén atmoszférában, de 2372-ben az orvostudomány fejlődésével ez az eszköz feleslegessé vált. A Bolygók Egyesült Föderációjába való belépésük után, 2360 elején részt vettek a Csillagflotta egyik tisztcsere-programjában. Mendon zászlós az Enterprise-D-n szolgált ahol segített megoldani a problémát, mikor egy szubatomi életforma veszélyeztette a hajót. Több benzit szolgált a Csillagflottánál, de csak átmenetileg. Egyikük volt Mordock, a Mordock-stratégia feltalálója. Ő volt az első benzit, aki sikeresen jelentkezett a Csillagflotta Akadémiára (2364-ben), megelőzve több föderációs jelentkezőt.